# 30 Dywizja Flak
30 Dywizja Flak (niem. 30. Flak-Division) – niemiecka dywizja artylerii przeciwlotniczej z okresu II wojny światowej.
Jednostkę utworzono w lutym 1945 na bazie kadry V Brygady Flak (E). Dywizja nadzorowała wszystkie kolejowe jednostki przeciwlotnicze na terenie Niemiec. W związku z tym, jej pododdziały miały w nazwie końcówkę (E). W kwietniu 1945 sztab dywizji przeniósł się z Berlina do Oberbayern, gdzie poddał się Amerykanom.

## Skład bojowy dywizji (1944)
- 50 pułk Flak (E) (Flak-Regiment 50 (E))
- 71 pułk Flak (E) (Flak-Regiment 71 (E))
- 97 pułk Flak (E) (Flak-Regiment 97 (E))
- 112 pułk Flak (E) (Flak-Regiment 112 (E))
- 122 pułk Flak (E) (Flak-Regiment 122 (E))
- 159 pułk Flak (E) (Flak-Regiment 159 (E))

## Dowódca dywizji
- Oberst Egon Baur